# Testamentet (roman)
 For alternative betydninger, se Testamentet. (Se også artikler, som begynder med Testamentet)
Testamentet er en krimiroman fra 1999 skrevet af John Grisham.

## Resumé
Bogen tager udgangspunkt i mangemilliardæren Troy Phelans testamente, som bliver underskrevet. Alle hans børn er syge efter at få fat i hans penge, og det kan han ikke lide. Testamentet bliver underskrevet efter, at børnene har haft en psykolog inde og fundet ud af, at han er mentalt rask. Efter han har underskrevet testamentet hopper han ud af et vindue fra et højhus og dør.
Børnene læser testamentet og i dette giver Troy alle sine penge til en ukendt datter. Datteren arbejder som læge for en kristen missionsorganisation i Brasilien. Josh, som er Troys advokat sender en tidligere alkoholiker, Nate, der også er advokat, ned for at hente Rachel, som datteren hedder. Det viser sig, at hun bor midt ude i junglen hos nogle indianere. Da advokaten når derned vil hun ikke have pengene, så bliver nødt til at Nate tage hjem.
Josh og Nate bliver nødt til at indgå forlig med resten af Troys børn, for de er meget sure over, at de ikke får nogle penge. Da forhandlingerne om dette forlig er ovre, rejser Nate igen til Brasilien. Da han kommer derned er Rachel i mellemtiden død af malaria, men hun havde skrevet et brev, hvor der står, at alle pengene skal gå til en fond, som Nate skal være bestyrer for.
| Bog | Spire Denne artikel om bøger og tidsskrifter er en spire som bør udbygges. Du er velkommen til at hjælpe Wikipedia ved at udvide den. |